# Товмач (річка)
Товмач (Тлумачик) — річка в Україні, в Надвірнянському районі Івано-Франківської області, права притока Товмачика (басейн Дунаю).

## Опис
Довжина річки приблизно 6 км. Формується з багатьох безіменних струмків.

## Розташування
Бере початок на південь від села Верхній Майдан. Тече переважно на північний схід через Вишнівці і на південно-західній стороні від Середнього Майдану впадає у річку Товмачик, ліву притоку Пруту.